# 外傷

2012年の100万人あたりの外傷から死に至った死者数
203-358
359-428
429-483
484-559
560-637
638-716
717-817
818-939
940-1,140
1,141-2,961

2012年の100万人あたりの自殺など故意による外傷からの死者数
14-65
66-89
90-114
115-137
138-171
172-193
194-226
227-291
292-379
380-2,730

外傷（がいしょう、英: injury, trauma）とは、外的要因による組織または臓器の損傷の総称。

## 用語の定義
外因の種類は特に問題としていないため塩酸をかぶったというのも外傷となる。創傷という言葉があるがこれは損傷のうち機械的エネルギーにより形成されたものであり、外傷よりも言葉の意味が狭くなる。基本的に創とは開放性の損傷であり、傷とは非開放性損傷を示すことが多い。
医学において損傷とは、身体を構成している組織の生理的な連続性が断たれた状態のことをいう。この定義においては機能障害、例えば脳震盪なども損傷に含まれると解釈されている。また胃潰瘍といった内因性のものも損傷には含まれる。
外傷とは損傷のうち外因によるものを指す。このうちISS＞15の場合は重症外傷と定義され、特にAIS≧3の部位が2カ所以上ある外傷を多発外傷と呼ぶ。また、交通事故によって生じた外傷は交通外傷と呼ぶ。交通外傷は頭部、頸部、体幹、四肢のうち複数箇所の損傷を含む多発外傷による重症例が多い。中でも頭部外傷は交通事故の主要な死因であることが報告されていることから、頭部外傷は交通外傷において特に重要な損傷である。
骨折とは骨の損傷であり、関節の損傷には捻挫、脱臼という言葉がある。脱臼とは関節面における関節頭と関節窩の相互関係が破綻(はたん)したものをいう。関節面の一部が接触を保っている場合は亜脱臼という。関節に外力が加わり、靱帯、関節包といった関節支持構造に損傷を受けるが関節面の相互作用関係が保たれている場合は捻挫という。

## 外傷の種類
外傷の種類には、以下のものがある。

### 損傷部位別によるもの
- 頭部外傷
- 胸部外傷
- 腹部外傷

腹部外傷は頭部や四肢外傷に比べれば頻度が少ないが重症度が高く、適切な診断および治療が極めて重要な外傷である。複数の臓器損傷が多く、症状は腹痛、嘔吐、吐血、血尿のほかに、肝、脾、腎などの充実性臓器から出血すると早期に失血性ショックに陥り、胃、小腸、大腸、直腸などの消化管損傷では細菌性の汎発性腹膜炎を、また膵臓は強い消化酵素により、膀胱破裂は尿浸潤により腹膜炎を発症する。
- 四肢外傷

切創、打撲傷、擦過傷、骨折、脱臼が多く、生命にかかわることは少ない。

### 物理的要因によるもの
受傷機転により、鋭的外傷と鈍的外傷に大別される。鈍的外傷とは、皮膚を貫通するには至らない衝撃によって起こる打撲や挫傷、振盪などの症状を指す。対義語として、外出血があるものは穿通性外傷と呼ぶ。

#### 機械的要因によるもの
創傷（Skin Lesion）は、皮膚の表面のけが（傷）を言う。
- 1次元的なもの
  - 切創

鋭利物（刃物など）による損傷。
  - 裂傷（ドイツ語版）

皮膚が2方向に引っ張られることによって裂ける損傷。
  - 割創

裂傷が皮膚組織すべてを引き裂き、内臓・骨を露呈する損傷。
- 2次元的なもの
  - 擦過傷

摩擦による損傷で、表皮のレベルまでしか達していないもの。
  - 挫滅傷

摩擦による損傷で、真皮や皮下組織・それ以下のレベルまで損傷したもの。あるいは急激な圧力による同様な損傷。（急激でない圧力によるものは褥瘡と言う）
- 3次元的なもの
  - 銃創

銃弾による損傷。
  - 爆傷

爆発による損傷。ただし、爆傷は熱傷や衝撃による内部的損傷（いずれも下記）を伴う。殺傷用の爆発物による損傷であれば、多発性の銃創の病態も呈する。
  - 杙創（よくそう）

鈍的な物体が人体を貫通する傷。

### 内部的なもの
- 内出血
- 骨折
- 捻挫
- 内臓破裂

### 熱的要因によるもの
- 熱傷（やけど）
- 凍傷

### 電気的要因によるもの
- 電撃傷

特に雷や空中放電によるものを雷撃傷と言う。

### 放射線要因によるもの
- 放射線被曝による損傷。原爆症など。

### 化学的要因によるもの
- 強酸・強塩基による損傷や、びらん剤（マスタードガス）による損傷

## 重症度評価方法
重症度を定量化する値として以下のものがある。
- AIS（Abbreviated Injury Scale）（英語版）
- ISS（Injury Severity Score）（英語版）
- RTS（Revised Trauma Score）（英語版）

## 重症外傷患者の診かた
以下の方法は、致命的外傷・重症外傷が前提であり、一般的捻挫や切創は対象としていない。

### 病院前救護
- 四肢外傷よりも救命処置を優先する。運動器の外傷は滅多に致死的にはならない。運動器の治療よりもバイタルの安定化を考える。
- 外傷をみたら骨折はあるものとして扱う。特に鎖骨より上の外傷がある場合や多発性外傷のある場合は頸椎損傷があるものとして扱う。
- 重大な骨折については、そのまま副子にあてて固定する。うかつに整復しようとすると神経、血管といった軟部組織を傷つけ、閉鎖骨折を開放骨折にしてしまう恐れがある。整復は病院での診療で行うべきである。
  - 副子（シーネ）固定:ソフラットシーネ、アルフォンスシーネ、マジックギプスといったものがある。

### 病院での初期診療
- 外傷部より末梢のPMSの確認をする。これはパルス（脈が触れるか、皮膚の色は大丈夫か）、運動、知覚の神経は保たれているかを確認することである。指の外傷の場合は爪の圧迫にてパルスの確認をする。
- 明らかな骨折以外にほかの外傷がないかの確認を常にする。特に手足の骨折を見逃しやすい。

下肢の大きな骨折がある場合は骨盤外傷の可能性がある。踵骨骨折があるときは脊椎圧迫骨折の可能性がある。また車にはねられた時はワドルの三徴というものが知られている。まずにバンパーによって下肢外傷が起こり、ボンネットで胸部外傷、最後に道路に転んで頭部外傷というプロセスをたどることが多い。この部位は入念に調べる必要がある。
- 四肢を動かして骨折部に音がした場合、その音を再現しようとはしない。X線写真で確認をするべきである。
- 骨折の症状は変形、短縮、腫脹であり患者は患肢を使おうとしないのが特徴である。触診をすると必ず骨折部に一致して圧痛がある。変形や短縮を見つける方法は左右の比較をすることである。骨折があってもその末梢が機能することは多い。機能障害は必発ではない。だから固定をしなければならないのである。
- 交通外傷における全身精査では、初めにCTを用いて生命に関わる損傷や骨折の有無を迅速に確認することが一般的である。これは、重症外傷患者でも短時間で全身をスキャンできる利点がある。
- 多発外傷の場合、複数の出血部位が存在し、血液の流出と凝固障害が急速に進行する可能性があるため、迅速な対応が求められる。初期診療では、FACTと呼ばれる手法を用いて頭部、肺、膀胱直腸下部、後腹膜血腫、骨盤部臓器などを重点的に検査し、全身をスクリーニングする。
- 外傷初期診療ガイドラインでは、全身精査は切迫する危険がない場合に実施する、セカンダリー・サーベイの一部として位置づけられる。まずはプライマリー・サーベイで気道確保、呼吸、循環、意識レベルの評価を優先する必要がある。全身CTは、循環動態が安定している場合でも、撮影中に急変する可能性があるため、適応には注意が必要である。
- X線写真は最低で2方向は撮らないと外傷を評価したことにならない。

### 脊髄損傷の診療
脊椎、脊髄の外傷の診療ではバイタルサインの確認、脊髄損傷の有無の確認、合併損傷の有無の確認という手順を踏む。脊髄損傷の有無は麻痺の高位や程度を評価することでわかる。これは上下肢の知覚検査と筋力検査で明らかになる。C5は肩の外転、肘屈曲でC6、C7は手関節の動き、C7、C8、T1は手指の動きで評価できる。具体的にはC6では手関節の背屈、C7では手関節の掌屈と手指の伸展、C8は手指の屈曲、T1は手指の内転、外転で評価できる。L3は膝伸展、L4は足関節の背屈、L5は趾伸展、S1は足の外反で評価する。深部腱反射では上腕二頭筋反射がC5、腕橈骨筋反射がC6、上腕三頭筋反射がC7である。膝蓋腱反射がL4、アキレス腱反射がS1となる。感覚ではC5で上腕外側、C6で前弯外側、母指、示指、C7が中指、C8が環指、小指、前腕内側。T4が乳首、T7が剣状突起、T10が臍部、T12が鼡径部である。L4が足の内側縁であり、L5が足背中央、S1が足の外側縁となる。合併損傷では頭部外傷、胸腹部外傷、骨盤外傷が重要である。

### 重症外傷の予後
最も生命を脅かすのはABC（気道・呼吸・循環）の阻害である。詳細はJATECの項を参照されたい。時間的に見て早期に死亡原因となるのは出血であるが、これは単に失血のみならず、心タンポナーデを始めとした各種の内出血によるタンポナーデによるものもあれば、肝臓・脾臓・大動脈が損傷すれば胸腔・腹腔に大量に出血して死に至る。目に見える外出血の有無にとらわれては重傷度の判断はできない。
また、脊髄損傷は受傷直後は無症状である場合が少なくない。受傷後に傷病者自身や周囲の人間が不用意に動かすことによって脊椎損傷が脊髄損傷に発展する。この場合、呼吸麻痺や脊髄原性ショックによる心停止の危険があるのみならず、生存しても機能予後が大きく低下する。詳細はJPTECを参照のこと。
感染症は受傷の2〜3日後から発現する。創傷面からの感染は勿論のこと、肺炎（人工呼吸器を使用している場合）や皮膚炎、さらに安静によって生じる褥瘡からの感染も無視できない。
コンパートメント症候群や挫滅症候群（クラッシュ症候群）は、その兆候に注意することである程度は救命できるが、「それが予測でき、かつ措置を講じた」としても救命できない例も多い。阪神・淡路大震災やJR福知山線脱線事故において、24時間以上を経てようやく救出されたにもかかわらず、救出後にクラッシュ症候群により死亡した例が典型的である。
東京医科歯科大の高山渉らの研究で血液型O型では重症の外傷の場合に死亡率が高く32%となり、その他の血液型の11%より高かった。

## 軽症〜中等症外傷患者の診かた
以下の方法は、致命的外傷ではない場合が前提であり、重症外傷は対象としていない。

### 病院前
出血があれば、水道水で洗浄し、清潔な布で直接圧迫する。
四肢や指の根元を縛る方法は、適切に行わないと、動脈を駆血せず、静脈のみの駆血する事となり、鬱血し、出血が助長される。

### 病院での診療
開放創があれば、その汚染度・深さに応じて、洗浄や縫合をする。靭帯・骨・腱・筋肉・神経・血管の損傷があれば、損傷に応じて、処置をする。